# Amédée Guesclin de Beynaguet de Pennautier
Amédée Guesclin de Beynaguet de Pennautier est un agronome, militaire, puis homme politique français né le 20 novembre 1803 à Pennautier et mort le 15 mai 1857 à Paris.
Il est le fils de Jacques de Beynaguet de Pennautier, dit le marquis de Pennautier (1753-1814) et de Louise d'Aurelle de Champetière (1772-1860).
Officier d'état-major et de cavalerie, il quitte l'armée en 1833 au grade de capitaine. Conseiller général de Saint-Dier, maire de Domaize (Puy-de-Dôme) de 1844 à 1857, où il s'était retiré. Il est élu député de la 3e circonscription du Puy-de-Dôme de 1852 jusqu'à sa mort en 1857, siégeant dans la majorité soutenant le Second Empire. Nommé au grade de Chevalier de la Légion d'Honneur le 24 janvier 1852.
Peintre et graveur amateur Amédée de Pennautier expose au salon de 1843 et 1847. Il réalise une lithographie pour la revue l'Artiste .

### Sources
- « Amédée Guesclin de Beynaguet de Pennautier », dans Adolphe Robert et Gaston Cougny, Dictionnaire des parlementaires français, Edgar Bourloton, 1889-1891 [détail de l’édition]